# کوه نیانگانی
کوه نیانگانی (به لاتین: Mount Nyangani) یک کوه در زیمبابوه است که در استان مانیکالند واقع شده‌است. کوه نیانگانی ۲٬۵۹۲ متر بالاتر از سطح دریا واقع شده‌است.